# عملیات انتقام
عملیات انتقام، عملیاتی نظامی بود که توسط نیروی هوایی ارتش جمهوری اسلامی ایران در فاصله زمانی دو (الی سه) ساعت پس از آغاز رسمی جنگ ایران و عراق، علیه نیروهای مسلح عراق انجام شد. در این عملیات، ۸ فروند از جنگنده‌های ارتش جمهوری اسلامی ایران به بمباران کردن ۲ پایگاه نیروی هوایی عراق در خاک آن کشور پرداخت. بنابر گزارش خبرگزاری تسنیم، صدام حسین رئیس‌جمهور وقتِ عراق در تاریخ بیست و ششم شهریور سال ۱۳۵۹ قرارداد الجزایر را به‌طور یک‌طرفه لغو می‌کند و این قرارداد را در برابر دوربین‌های تلویزیونی پاره می‌نماید و پس از گذشت پنج روز، در ظهرِ روز ۳۱ شهریور (ساعت ۱۳:۴۵) حملهٔ زمینی-هوایی گسترده‌ای را در خاک ایران آغاز می‌کند.
در حملات اولیهٔ نیروهای عراقی علیه ایران، تعداد ده مرکز نظامی ایرانی که در وهله اهمیت خاصی بودند، به وسیله جنگنده‌های عراقی مورد حمله و بمباران قرار می‌گیرند و بصورت همزمان با این هجوم، دوازده لشکر مکانیزهٔ نیروی زمینی عراق بصورت زمینی شروع به حمله در خاک ایران می‌نماید. بعد از یک ساعت، ۸ فروند «میگِ عراقی» حملات خود را به فرودگاه تبریز، و چندین جنگنده دیگر به شهرهای کرمانشاه، بوشهر و اسلام‌آباد آغاز می‌کنند. این درحالی است که در هنگام هجوم هوایی ۳ فروند میگ-۲۳ نیروی هوایی عراق به تهران (فرودگاه مهرآباد) با اعلان اسکرامبل دو فروند فانتوم نیروی هوایی ایران شروع به رهگیری «میگ‌ها» می‌کنند که نهایتاً منجر به متلاشی شدن یکی از جنگنده‌های عراقی می‌گردد.
در عملیات انتقام، در طی اولین موج از حملاتِ ایرانی، که با مد نظر قرار دادنِ نابودی قدرت نیروی هوایی و انجام حملات مستقیم به پایگاه‌های هوایی عراق با هدف منهدم کردن جنگنده‌ها طرح‌ریزی گردیده بود، در مجموع پنج فروند از جنگنده‌های نیروی هوایی عراق ساقط گردید که سه فروند میگ-۲۱ به وسیله پدافند هوایی فرودگاه همدان، ۱ فروند جنگنده میگ توسط جنگنده‌های پایگاه تبریز و یک فروند در جریان موج اول حملات که با دستور کار از بین بردن توان نیروی هوایی و هجوم مستقیم به پایگاه‌های هوایی برای انهدام جنگنده‌های ارتش برنامه‌ریزی شده بود، جمعاً ۵ فروند از جنگنده‌های نیروی هوایی عراق ساقط شد، که ۳ فروند میگ-۲۱ توسط پدافند هوایی فرودگاه همدان، یک فروند جنگنده میگ توسط جنگنده‌های تبریز و یک فروند «میگ-۲۳» هم در غرب تهران مورد هدف فانتوم‌های ایرانی قرار می‌گیرد.